# Rodolfo II di Sassonia-Wittenberg
Rodolfo II di Sassonia-Wittenberg (Wittenberg, 1307 – Wittenberg, 6 dicembre 1370) fu duca di Sassonia-Wittenberg dal 1356 fino alla sua morte.

## Biografia
Rodolfo II era figlio del duca Rodolfo I di Sassonia-Wittenberg e di sua moglie, Giuditta di Brandeburgo-Salzwedel.
Ancora in giovane età, entrò nel servizio diplomatico per conto del padre ed il 25 agosto 1345 seppe distinguersi anche come combattente schierandosi al fianco di Filippo VI di Francia nella Battaglia di Crécy. Dopo la morte del re Giovanni I di Boemia, Rodolfo II ottenne la guida delle truppe ausiliarie dell'esercito imperiale. Anche se i francesi persero la battaglia, Filippo VI ringraziò Rodolfo II per il suo contributo donandogli una spina della Corona di Spine di Gesù Cristo conservata a Parigi nella Sainte-Chapelle. In quei giorni le reliquie erano largamente venerate ed erano considerate un dono di grandissimo valore non solo a livello religioso ma anche a livello economico dal momento che il possesso di una reliquia così preziosa avrebbe portato un grande afflusso di pellegrini con le relative offerte. Suo padre aveva fatto costruire la cappella di Ognissanti a Wittenberg e pertanto la cappella servì come custodia della preziosa reliquia della spina di Cristo e venne richiesta la presenza di un prevosto. Dopo la morte del padre, Rodolfo II riaffermò l'importanza della chiesa e ne espanse i possedimenti.
Quando Rodolfo I era ormai troppo anziano per viaggiare e recarsi alla Dieta Imperiale, egli diede a Rodolfo II il potere di rappresentarlo all'assemblea. Dopo la morte di Rodolfo I il 12 marzo 1356, Rodolfo II chiese alla corte imperiale a Metz il 27 dicembre 1356 di riaffermare i diritti della linea dei Sassonia-Wittenberg anziché accordare le pretese dei Sassonia-Lauenburg circa il possesso della carica di principe-elettore. Altra spinosa questione era rappresentata dal confronto sulla contea di Brehna con i margravi di Meißen della casa di Wettin, provocazione alla quale egli dovette rispondere militarmente. Questo conflitto ed altre attività politiche prosciugarono in breve tempo le risorse finanziarie di Rodolfo II e nel 1359 egli fu costretto a vendere la città di Allstedt a Gebardo XIV di Querfurt ed a scambiare il castello di Gatterslaben con l'arcivescovo Dietrich di Magdeburgo col Castello di Wiesenburg e Schweinitz.

### Acquisizioni territoriali
Nel 1360 egli acquisì la signoia di Liebenwerda, che spostò i confini del suo territorio più a est. Nel 1370 acquisì anche la contea di Barby con il Castello di Walternien che concesse alla famiglia Barby come feudo.
Nel 1369 Guglielmo II, ultimo principe di Lüneburg morì e l'imperatore Carlo IV stabilì che il Principato di Lüneburg venisse passato integralmente a Alberto che era nipote di Guglielmo II per via materna e nipote di Rodolfo II per via del padre. Il duca Magnus II Torquatus di Brunswick-Wolfenbüttel fu in disaccordo con questa decisione e questo portò alla guerra di successione di Lüneburg che terminò molto dopo la morte di Rodolfo II.

### Politica interna
Uno dei principali temi della sua politica interna fu la necessità di assicurarsi delle entrate. Ad esempio, egli diede alla città di Herzberg il diritto di sfruttare le miniere di sale e proteggere la strada del sale da Halle e Bitterfeld verso Torgau. Per combattere i furti operati dai baroni sul territorio, egli mise fuorilegge i colpevoli e concluse strette alleanze con le città locali per combattere il diffondersi del fenomeno. Nel 1358, durante il suo regno, egli distrusse il castello di Ließnitz, un covo di ladri dove successivamente venne costruita la città di Kropstädt. Egli fu inoltre arbitro nella disputa tra la chiesa castellana e la chiesa cittadina di Wittenberg.
Dal 1370 egli decise di adottare il titolo di Elettore di Sassonia, titolo che gli era stato garantito con la Bolla d'Oro del 1356.

### Gli ultimi anni
Sul finire della sua vita perse quasi completamente la vista il che gli valse l'appellativo di Rodolfo il Cieco.
Rodolfo II morì il 6 dicembre 1370 e, dal momento che non aveva avuto figli maschi sopravvissutigli, gli succedette suo fratello minore Venceslao I.
Durante gli scavi su un sito di un monastero francescano a Wittenberg nel 2009 è riemersa la tomba di Rodolfo II ritrovata dagli archeologi. Egli era stato sepolto in una tomba di legno accanto alla sua seconda moglie ed a una figlia. L'identificazione della salma è stata facilitata per la presenza della sua spada e del suo sigillo personale, sepolti con lui nella sua tomba.

## Matrimonio e figli
Nel 1336, Rodolfo II sposò Elisabetta (m. 1354), figlia del langravio Ottone I d'Assia. Da questo matrimonio nacquero i seguenti figli:
- Beata (m. prima del 1373)
- Elisabetta (m. 1353)
- Alberto (n. e m. 1361, Wittenberg)

Dopo la morte della prima moglie, Rodolfo II sposò Elisabetta (m. 15 novembre 1373), figlia del conte Ulrico II di Lindow-Ruppin. Questo matrimonio non produsse eredi.

## Ascendenza
|                                   |   |                             | Genitori                       |  |  | Nonni |  |  | Bisnonni              |  |  | Trisnonni                |  |
|                                   |   |                             |                                |  |  |       |  |  | Alberto I di Sassonia |  |  | Bernardo III di Sassonia |  |
|                                   |   |                             |                                |  |  |       |  |  | Alberto I di Sassonia |  |  | Bernardo III di Sassonia |  |
|                                   |   | Brigitta di Danimarca       |                                |  |  |       |  |  | Alberto I di Sassonia |  |  |                          |  |
| Alberto II di Sassonia            |   |                             |                                |  |  |       |  |  | Alberto I di Sassonia |  |  |                          |  |
|                                   |   | Elena di Brunswick-Lüneburg | Ottone I di Brunswick-Lüneburg |  |  |       |  |  |                       |  |  |                          |  |
|                                   |   | Elena di Brunswick-Lüneburg | Ottone I di Brunswick-Lüneburg |  |  |       |  |  |                       |  |  |                          |  |
|                                   |   | Elena di Brunswick-Lüneburg | Matilda del Brandeburgo        |  |  |       |  |  |                       |  |  |                          |  |
| Rodolfo I di Sassonia-Wittenberg  |   | Elena di Brunswick-Lüneburg |                                |  |  |       |  |  |                       |  |  |                          |  |
|                                   |   | Rodolfo I d'Asburgo         | Alberto IV il Saggio           |  |  |       |  |  |                       |  |  |                          |  |
|                                   |   | Rodolfo I d'Asburgo         | Alberto IV il Saggio           |  |  |       |  |  |                       |  |  |                          |  |
|                                   |   | Rodolfo I d'Asburgo         | Edvige di Kyburg               |  |  |       |  |  |                       |  |  |                          |  |
| Agnese d'Asburgo                  |   | Rodolfo I d'Asburgo         |                                |  |  |       |  |  |                       |  |  |                          |  |
|                                   |   | Gertrude di Hohenberg       | Burcardo V di Hohenberg        |  |  |       |  |  |                       |  |  |                          |  |
|                                   |   | Gertrude di Hohenberg       | Burcardo V di Hohenberg        |  |  |       |  |  |                       |  |  |                          |  |
|                                   |   | Gertrude di Hohenberg       | Mechthild di Tubinga           |  |  |       |  |  |                       |  |  |                          |  |
| Rodolfo II di Sassonia-Wittenberg |   | Gertrude di Hohenberg       |                                |  |  |       |  |  |                       |  |  |                          |  |
|                                   | … | …                           |                                |  |  |       |  |  |                       |  |  |                          |  |
|                                   | … | …                           |                                |  |  |       |  |  |                       |  |  |                          |  |
|                                   | … | …                           |                                |  |  |       |  |  |                       |  |  |                          |  |
| Ottone V di Brandeburgo           | … |                             |                                |  |  |       |  |  |                       |  |  |                          |  |
|                                   |   | …                           | …                              |  |  |       |  |  |                       |  |  |                          |  |
|                                   |   | …                           | …                              |  |  |       |  |  |                       |  |  |                          |  |
|                                   |   | …                           | …                              |  |  |       |  |  |                       |  |  |                          |  |
| Giuditta di Brandeburgo           |   | …                           |                                |  |  |       |  |  |                       |  |  |                          |  |
|                                   |   | …                           | …                              |  |  |       |  |  |                       |  |  |                          |  |
|                                   |   | …                           | …                              |  |  |       |  |  |                       |  |  |                          |  |
|                                   |   | …                           | …                              |  |  |       |  |  |                       |  |  |                          |  |
| …                                 |   | …                           |                                |  |  |       |  |  |                       |  |  |                          |  |
|                                   |   | …                           | …                              |  |  |       |  |  |                       |  |  |                          |  |
|                                   |   | …                           | …                              |  |  |       |  |  |                       |  |  |                          |  |
|                                   |   | …                           | …                              |  |  |       |  |  |                       |  |  |                          |  |
|                                   |   | …                           |                                |  |  |       |  |  |                       |  |  |                          |  |